# 그라살코비치궁

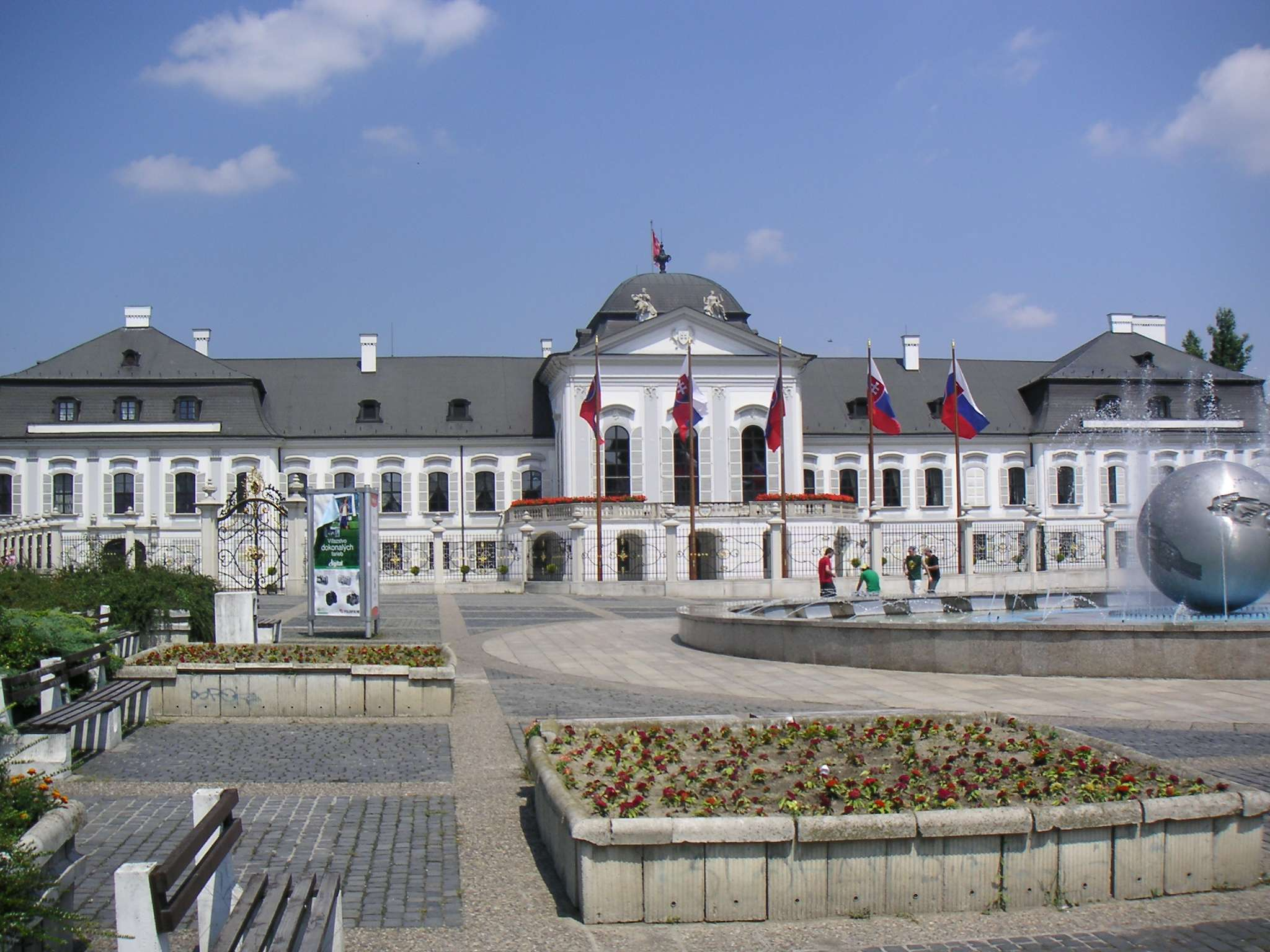
그라살코비흐 궁전

그라살코비치 궁전(슬로바키아어: Grasalkovičov palác 그라살코비초우 팔라츠)는 슬로바키아의 대통령 관저로서 슬로바키아 대주교가 여름에 머무는 궁정 옆에 있다.
로코코 양식(후대 바로크 양식)으로서 프랑스식 정원이 딸려 있다. 1760년에 안톤 1세 그라살코비치 백작(Anton I. Grasalkovič)의 명령으로 시작된 건축물로써 당시엔 슬로바키아가 오스트리아 헝가리 제국의 영토였으므로 제국의 사무국 용도로 쓰려고 만들었다. 그래서 백작의 이름을 따서 부르고 있다.
바로크 음악의 중심이었으며 요제프 하이든은 그의 수많은 곡을 이곳에서 초연하기도 하였다. 백작은 마리아 테레지아 여왕의 총애를 받고 있었으므로 수많은 연회와 파티가 이곳에서 열렸다. 하이든은 오케스트라를 연주하면서 마리아 테레지아의 딸이 결혼할 때 축하곡을 연주하기도 하였다.
1939년-1945년까지 궁전은 슬로바키아 공화국 초대 대통령의 관저였다. 공산권에 속해있을 당시 체코슬로바키아 정부의 준 관저로 사용되었다. 1950년 선구자의 집으로 명칭을 바꾸면서 주변 아이들의 보호 센터로도 이용되었다.
1990년대 재건축 사업을 벌이면서 1996년 9월 30일부터 슬로바키아 대통령의 관저로 쓰이게 되었다. 궁전 인근의 큰 공원은 대중에 공개되어 있다.